# Tzipi Hotovely
Tzipi Hotovely (Hebreeuws: ציפי חוטובלי) (Rehovot, 2 december 1978) is een Israëlische ex-politica van Likoed. Van 17 mei tot 2 augustus 2020 was zij minister van Nederzettingen in het kabinet-Netanyahu V. Sinds 2 augustus 2020 is zij als opvolgster van Mark Regev ambassadeur in het Verenigd Koninkrijk, waarmee ze de eerste vrouw is die deze post bekleedt.

## Levensloop
Hotovely komt uit een Joods-Georgische familie. Ze groeide op in haar geboorteplaats en bezocht een ulpanit in Tel Aviv. Ze vervulde de dienstplicht door twee jaar deel te nemen aan de Sjerut Leumi, een alternatieve vorm van dienstplicht, als museumgids in Jeruzalem en als vertegenwoordigster van het Joods Agentschap in Atlanta. Aan de Bar-Ilanuniversiteit behaalde ze zowel een bachelor als een master in de rechten, liep stage bij strafpleiter Ram Caspi in Tel Aviv waarbij ze zich toelegde op ondernemingsrecht, werd in 2003 advocaat en was een tijdlang redacteur van een juridische periodiek van de universiteit alvorens ze haar juridische studie voortzette aan de Universiteit van Tel Aviv. Behalve in de rechten heeft Hotovely zich ook verdiept in het jodendom en wel aan een meisjesseminarium van de Bar-Ilanuniversiteit alsmede aan de Midreshet Lindenbaum in Jeruzalem.
Tijdens haar studie aan eerstgenoemde universiteit was ze actief in de World Union of Jewish Students (WUJS) en vertegenwoordigde ze de World Bnei Akiva-beweging in Parijs.
Sinds 2006 begeeft Hotovely zich in de media. Zo werd ze in dat jaar lid van het panel van het politieke discussieprogramma Moetzet HaHahamim ('Raad van Wijzen') op Channel 10, waarin zij de rechtsgeoriënteerde mening voor haar rekening nam en onder meer het aftreden verlangde van het kabinet-Olmert vanwege het debacle in de Israëlisch-Libanese Oorlog van 2006. Eveneens is ze in andere televisieprogramma's opgetreden. Ook schrijft ze sinds 2006 politieke opiniestukken in Maariv en sinds 2007 verzorgt ze eveneens een column over jodendom in relatie tot actuele ontwikkelingen in de online versie van het dagblad.

### Politieke carrière
Eind 2008 maakte Hotovely openbaar dat ze zich bij de Likoed zou aansluiten en zou trachten op de kandidatenlijst te komen voor de 18e Knesset. Haar opzet slaagde en bij de parlementsverkiezingen van 2009 kon ze haar zetel in de Knesset innemen. Met haar dertig jaar was zij destijds de jongste parlementariër van het land. Als voorzitter van de commissie voor de rechtspositie van vrouwen maakte zij zich hard voor vrouwenrechten. Bij de vorming van een nieuwe regering na de parlementsverkiezingen van 2013 kreeg zij de post van staatssecretaris voor transport in het centrumrechtse kabinet-Netanyahu III en eind 2014 eveneens die van staatssecretaris voor wetenschap en technologie. Na de parlementsverkiezingen van 2015 werd zij opnieuw staatssecretaris, ditmaal voor buitenlandse zaken in het rechtsreligieuze kabinet-Netanyahu IV. Hiermee viel zij onder premier Benjamin Netanyahu, die ook een viertal ministerschappen waaronder die van Buitenlandse Zaken onder zijn hoede had. Naar verwachting zou zij daarom veel van het buitenlandbeleid van Netanyahu voor haar rekening nemen. Aan het einde van de kabinetsperiode was zij korte tijd minister van Diaspora Zaken.
Na de parlementsverkiezingen van maart 2020 en de daarop volgende formatie van de Kabinet-Netanyahu V werd Hotovely wederom aangesteld als minister met in haar portefeuille de nederzettingen om de voorgenomen annexatie van delen van Judea en Samaria, het omstreden vredesplan van president Donald Trump van de Verenigde Staten, en andere gebieden in te lijven.
Hotovely heeft een orthodox-joodse geloofsovertuiging en neemt over politieke kwesties een religieus-rechtsnationalistisch standpunt in. Zo is zij tegen een zelfstandige Palestijnse staat en voor een groot-Israël dat het gehele historische Palestina zou moeten omvatten (het zogeheten Eretz Yisrael, het Bijbelse Israël). Zo vertelde ze tijdens een vraaggesprek in oktober 2015 op het televisiekanaal de Knesset Channel dat het haar droom is om eens de Israëlische vlag op de Tempelberg te zien wapperen omdat ze deze zowel als het middelpunt van de Israëlische staat alsook als de heiligste plek van het Joodse volk beschouwt. In juli 2017, tijdens een debat over het benoemen van delen van Hebron als Palestijns UNESCO-werelderfgoed, sprak Hotovely tot Gezamenlijke Lijst-leden:
"Ik beveel de UNESCO en de Arabische Knessetleden aan om de volgende twee boeken te lezen: de Tenach waarin het verhaal staat van het Joodse volk, en de gloednieuwe bestseller van Assaf Voll genaamd "De Geschiedenis van het Palestijnse Volk, van Oudheid tot Heden". Het laatste boek zal jullie verbazen omdat het leeg is. De Palestijnen kennen geen koningen noch werelderfdommen."
Het conflict met de Palestijnen beziet zij in religieuze termen in plaats van territoriale en de islam beschouwt zij daarbij als de grote boosdoener. Vanwege deze opvattingen wordt zij wel als de 'ideologische stem' van de Likoed aangeduid. Ze deelt deze overtuiging met een aantal gelijkgezinden in de partij die bekendstaan als de 'danonisten', een factie rondom de persoon van Danny Danon (deze heeft eind augustus 2015 de Knesset verlaten).

## Persoonlijk
Tzipi Hotovely is getrouwd met advocaat Or Alon. De bruiloft - met 2500 gasten - vond plaats op 27 mei 2013. Het echtpaar heeft drie dochters.